# Камбронн (станция метро)
Камбронн (фр. Cambronne) — станция линии 6 Парижского метрополитена, расположенная в XV округе Парижа. Названа по улице и площади Камбронн (фр. Rue de Cambronne, Place de Cambronne), получившим своё имя по фамилии французского военачальника, героя битвы при Ватерлоо Пьера Жака Этьена Камбронна. Недалеко от станции, на площади Фонтенуа—ЮНЕСКО, располагается штаб-квартира UNESCO.

## История
- Станция открылась 24 апреля 1906 года в составе тогдашней линии 2 Sud. 14 октября 1907 года эта линия вошла в состав линии 5, а 12 октября 1942 года участок Шарль де Голль — Этуаль — Пляс д'Итали, на котором расположена станция Камбронн, вошёл в состав линии 6.
- Пассажиропоток по станции по входу в 2011 году, по данным RATP, составил 3 155 480 человек[2]. В 2012 году на станцию вошли 3 169 765 человек[3], а в 2013 году показатель входного пассажиропотока снизился до 3 097 164 пассажиров (169 место в Парижском метро)[4]

## Конструкция и оформление
Станция построена по проекту надземной крытой станции, аналогичному большинству надземных станций на этой линии 6 (кроме Пасси, Сен-Жака и Бель-Эр, расположенных непосредственно на поверхности земли). Оформление навеса сходно с тем, что использовался на надземных станциях линии 2, однако проект, использовавшийся на линии 6, отличается наличием общей крыши, накрывающей весь станционный комплекс.

## Галерея

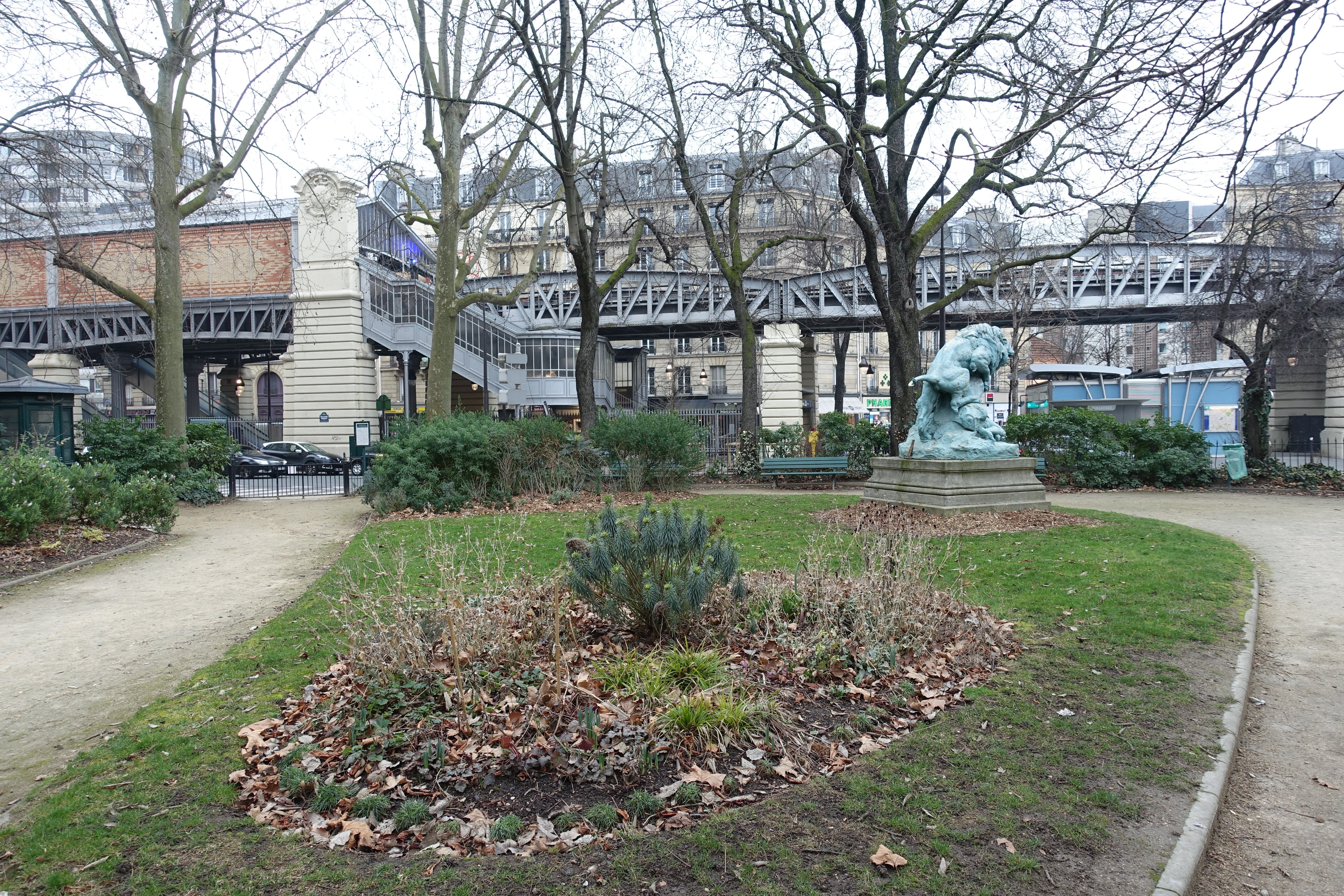
Вид на станцию из сквера Камбронн
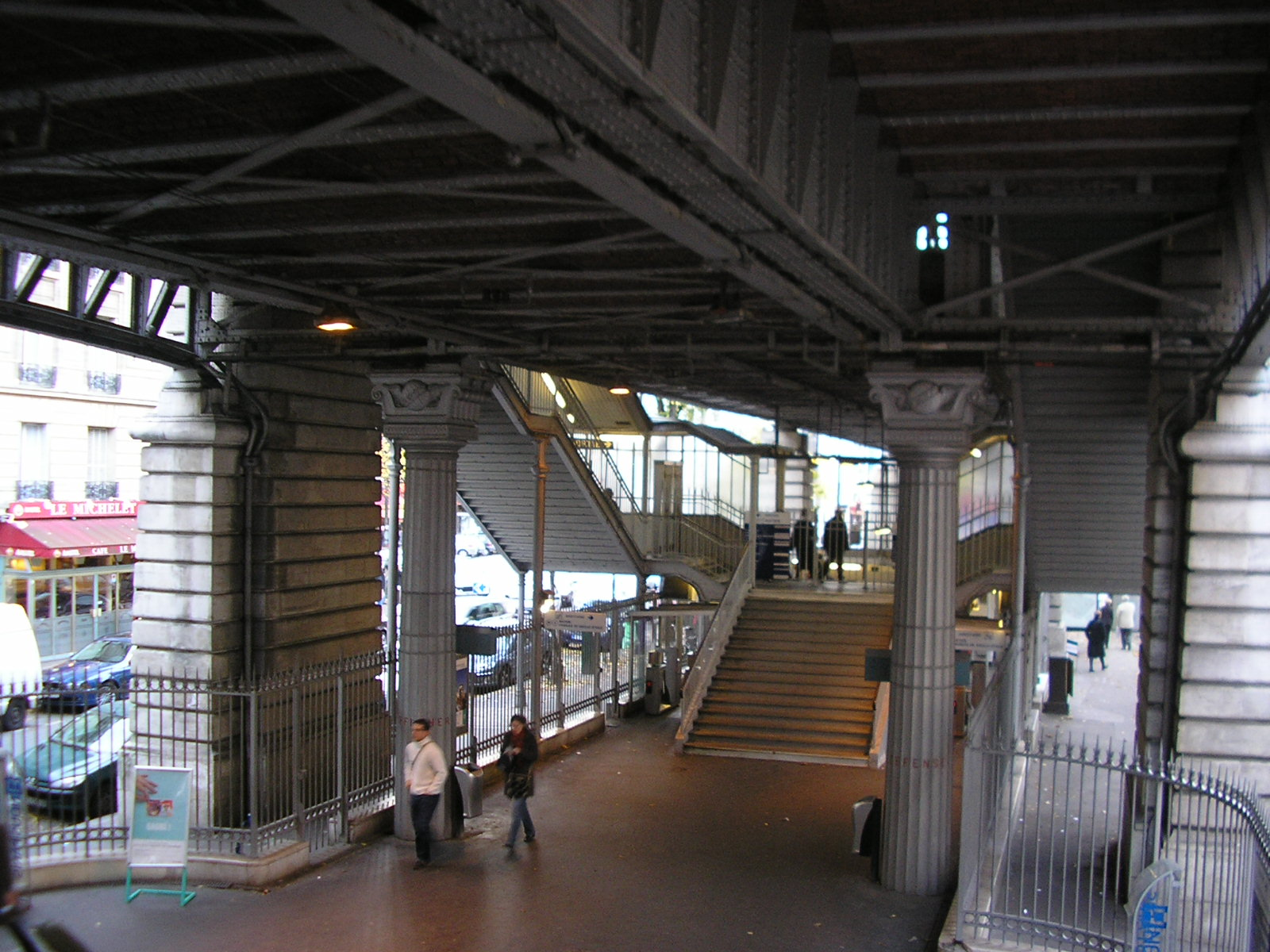
Лестничный сход
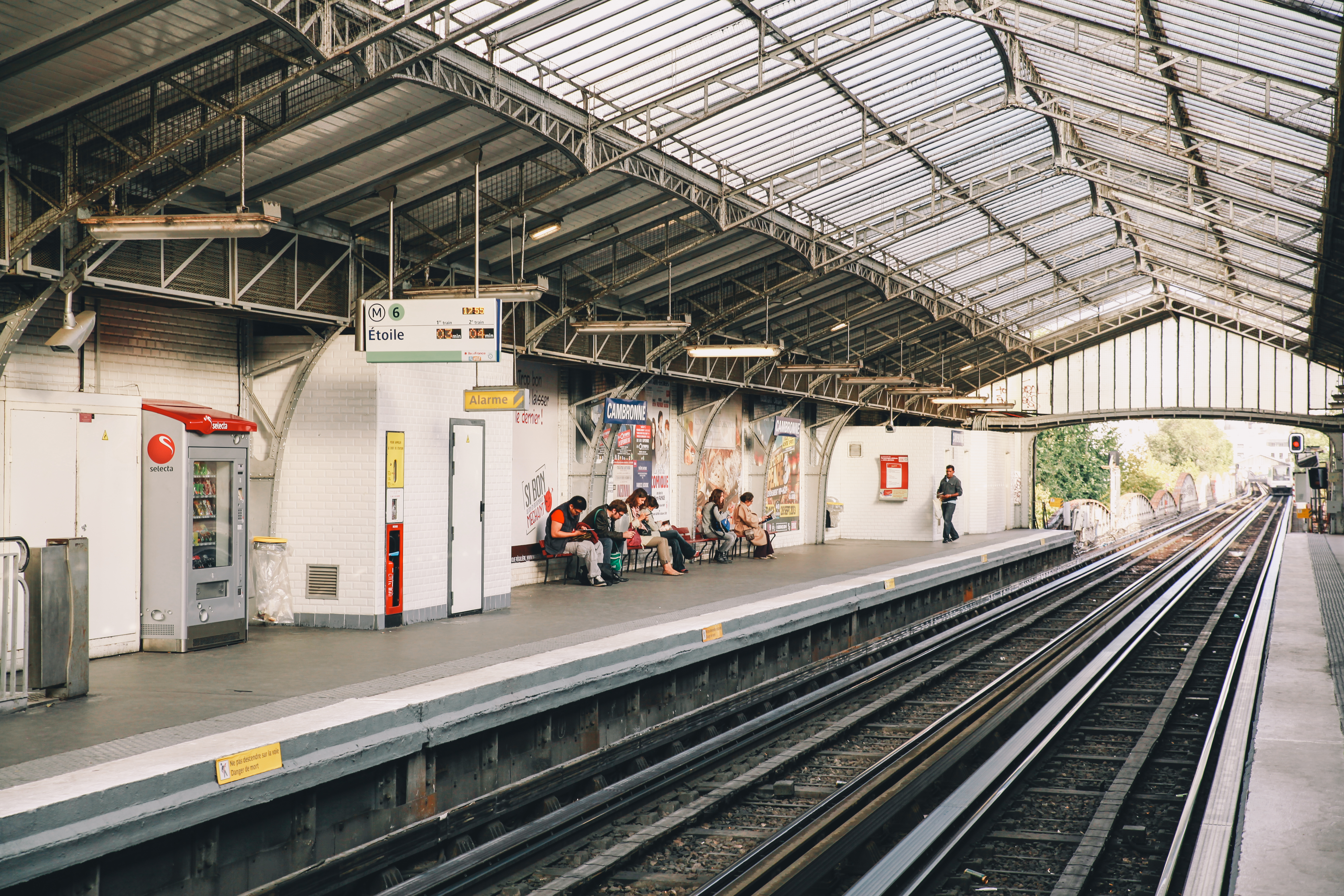
Вид в сторону Севр — Лекурб.
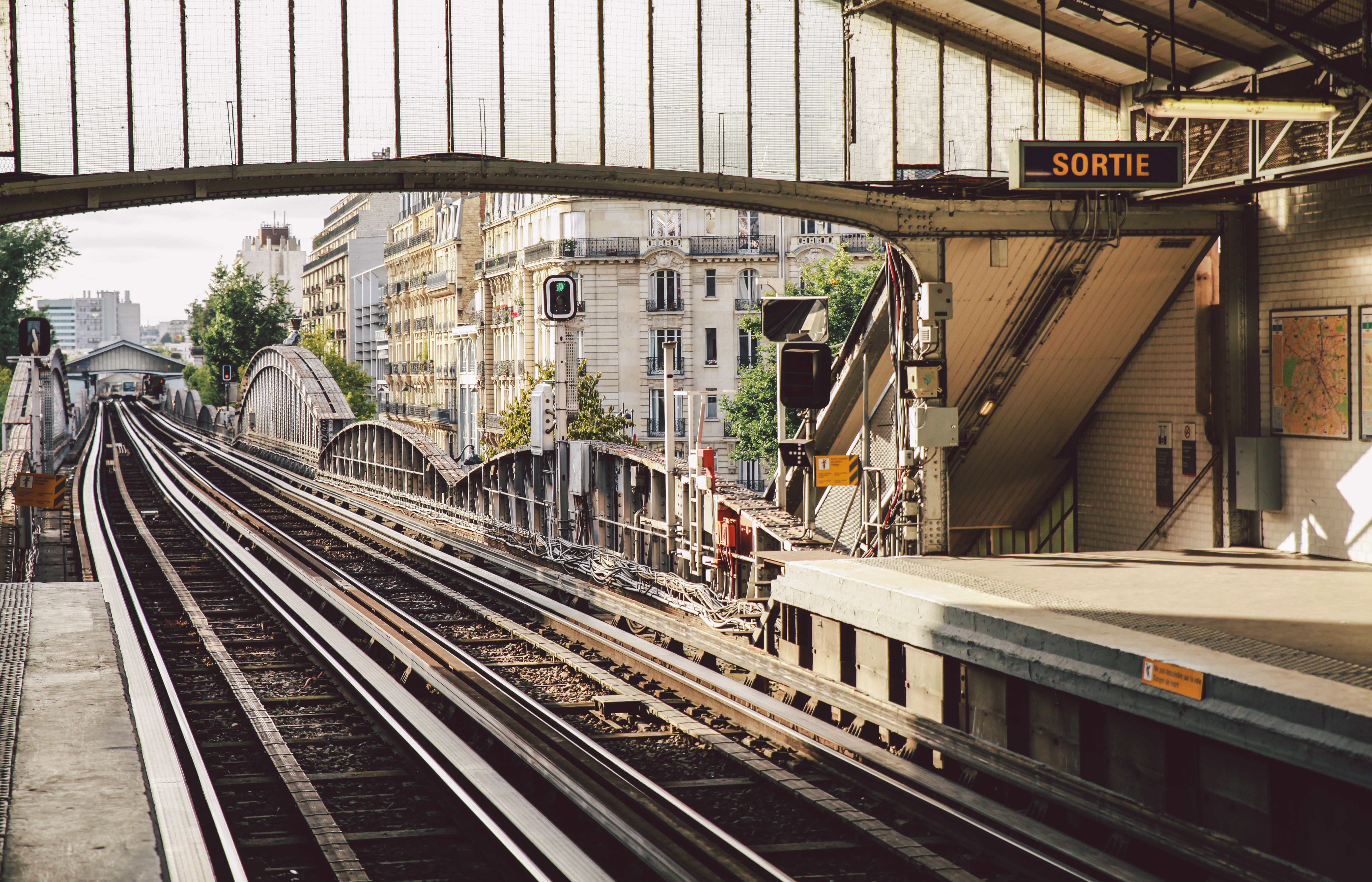
Вид в сторону Ла Мотт-Пике — Гренель